# Hans Georg von Arnim-Boitzenburg

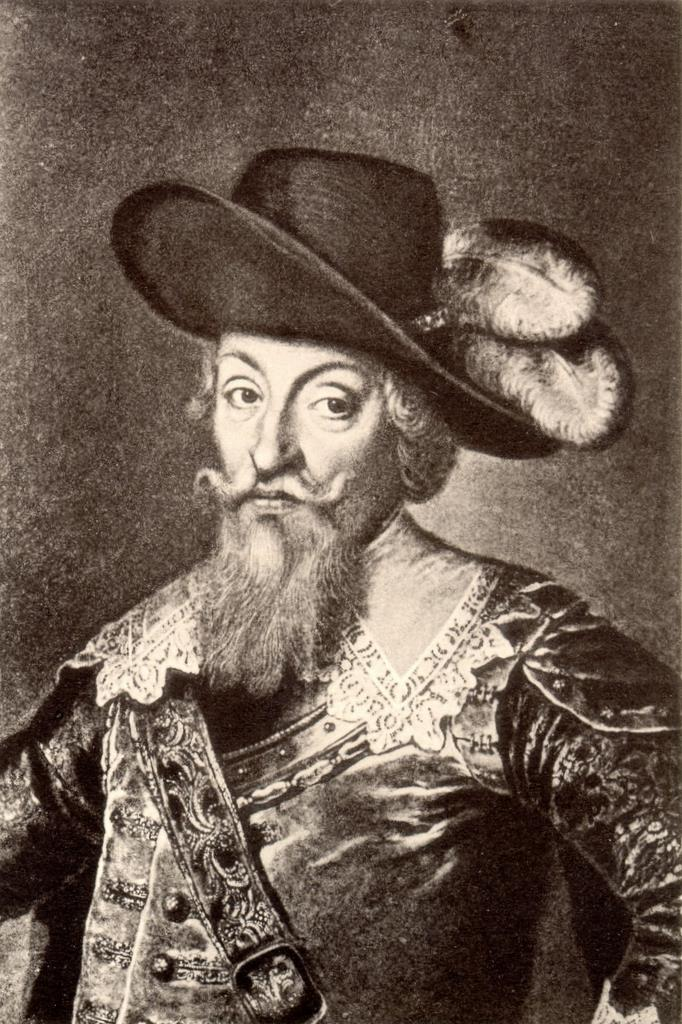
Hans Georg von Arnim-Boitzenburg.

Johann o Hans Georg von Arnim-Boitzenburg (1583 en Boitzenburger Land-28 de abril de 1641, en Dresde) fue un general alemán. En diferentes tiempos durante la Guerra de los Treinta Años, fue Mariscal de Campo del Sacro Imperio Romano Germánico y de su oponente, el Electorado de Sajonia. También llevó a cabo varias tareas diplomáticas. 

## Biografía
Arnim nació en Boitzenburger Land, Brandeburgo. Después de sus estudios en Frankfurt (Oder), Leipzig, y Rostock, entró en el servicio en la corte prusiana en Königsberg en 1612, un puesto que tuvo que abandonar al año siguiente por causa de un duelo. Ayudó al ejército sueco a las órdenes de Gustavo Adolfo contra Rusia entre 1613 y 1617. Durante varios años fue enviado en misión secreta entre Gustavo Adolfo de Suecia y el Elector de Brandeburgo para acordar el matrimonio con María Leonor de Brandeburgo; después entre 1621-22 con su regimiento alemán ayudó al rey de Polonia-Lituania en acción contra el Imperio otomano. 
En 1626, aunque era Protestante, fue persuadido por Wallenstein para entrar en el ejército del Sacro Imperio Romano Germánico. Con rapidez alcanzó el rango de mariscal de campo, y se ganó la estima de sus soldados así como la de su comandante, de quien se convirtió en un estrecho amigo y fiel aliado. Este apego a Wallenstein, y un espíritu de tolerancia religiosa, fueron los motivos principales de una extraña carrera de inconstancia militar y política.
Arnim, un devoto luterano, fue enviado con sus tropas imperiales por el emperador Fernando II a socorrer al rey sueco-polaco Segismundo III en batalla contra el luterano Gustavo Adolfo de Suecia el 17 de junio de 1629 en Stuhm. Arnim y sus tropas llevaron a cabo esta tarea de muy mala gana. Cuando los polacos no pagaron a las tropas, estas se amotinaron o se pasaron al bando sueco.
Arnim abandonó el servicio imperial a cuenta del Edicto de Restitución y la dimisión de Wallenstein. Entró en el servicio del Elector Juan Jorge de Sajonia, y estuvo al mando del ala izquierda del ejército de Gustavo Adolfo en Breitenfeld (1631); de hecho la alianza de Suecia y Sajonia, dos potencias Protestantes, en su causa por su religión en común fue en gran parte obra suya. Después invadió Bohemia, tomó Praga, y fue victorioso en Nimburg (actualmente Nymburk), y en 1632 retornó a Sajonia, después combatió en Brandeburgo y Silesia. Fue uno de los principales agentes en las negociaciones entre Juan Jorge y Wallenstein, que terminaron con la muerte de este último en 1634. Después, derrotó al ejército imperial en Liegnitz y operó en conjunción con Bauer en Bohemia.
En protesta por la Paz de Praga, Arnim abandonó las fuerzas sajonas en 1635 y se retiró de la vida activa. Fue secuestrado por Axel Oxenstierna, por alegadas intrigas contra Suecia, y fue trasladado a Estocolmo en 1637, pero escapó a Hamburgo en noviembre de 1638 y a partir de entonces se dedicó a liberar Alemania de la dominación extranjera. Estaba llevando a cabo una campaña, como teniente general de las fuerzas imperiales y sajonas contra los franceses y suecos, cuando murió en Dresde.